# HD 63852
HD 63852，又名CD-32 4451，SAO 198487、HR 3052，是一颗恒星，视星等为5.6，位于銀經248.76，銀緯-3.64，其B1900.0坐标为赤經7h 45m 46.2s，赤緯-33° -3.64′ 13″。